# Condé-sur-Aisne
Condé-sur-Aisne è un comune francese di 404 abitanti situato nel dipartimento dell'Aisne della regione dell'Alta Francia.

## Società

### Evoluzione demografica
Abitanti censiti